# Karl Bartos
Karl Bartos (Berchtesgaden, Németország, 1952. május 31. –) német zeneszerző, énekes, DJ, producer.

## Pályafutása
14 éves korában döntötte el, hogy zenéléssel szeretne foglalkozni. 1968-ban néhány barátjával alapított egy zenekart. Mint másokat is, őt is elvarázsolta a Beatles zenéje.
1970 és 1976 között a Robert Schumann Intézetben Düsseldorfban tanult, zongorázni, vibrafonozni, de főként dobolni. Ezután csatlakozik egy rockbandához. Klasszikus zenei tanulmányai közben, tanára kapott egy telefonhívást, Ralf Hüttertől és Florian Schneidertől, akik koncertjeikhez kerestek dobost, miután megjelentették Kraftwerk együttesük Autobahn című lemezét.
Karl csatlakozott hozzájuk. A Kraftwerk sikertörténete alatt, olyan slágerek köszönhetőek neki, többek között, mint a Spacelab, a Computerliebe, a Computerwelt, a Taschenrechner, a Die Roboter vagy a Das Model. Inkább Ralf és Florian munkáját egészítette ki zeneszerzés terén, viszont a hangzásban, az akusztikában és a techno irányzat elindításában fontos szerepe volt. A Radio-Aktivität albumtól, az 1991-es The Mix albumig dolgoztak együtt. Bár a The Mix lemezzel kapcsolatos munkákba belekezdett, de megjelenése, illetve az azt követő turné előtt, kivált a csapatból.
Szólókarrierje produceri tevékenységekkel kezdődött, így találkozott többek között Andy McCluskey-val az OMD-ből, Bernard Sumner-rel és Johnny Marr-ral az Electronic-ból. Az utóbbi együttesben tag is volt Neil Tennanttal is, a Pet Shop Boys-ból.
Ezen ismeretségek kapcsán született meg néhány szám az Elektric Music nevű formáció 1993-as Esperanto című lemezére. Az Elektric Music duó Lothar Manteuffel-lel közösen jött létre. A számok nagy részét közösen írták. Az Esperanto album hangzása igen Kraftwerk-es, kicsit több techno elemmel. A sikeres lemezből három maxilemez is született: a TV, a Lifestyle és a Crosstalk. Az albumot, turné követi Európában, Oroszországban, Amerikában és Japánban.
A második album 1996-ban, immár Electric Music néven közepes sikert ér el. Az öttagú együttesben, a számok egyedül Karl szerzeményei. 
A számok visszanyúlnak abba az időbe, amikor még Karl a beatzene rajongója volt. A lemez hangzása akusztikus, beat jellegű, az eddigi hangzásához képest, teljesen szokatlan.
2000-ben a már szólóban működő Karl, visszatér a Kraftwerkes hangzáshoz, dinamikához illetve a vocoder használatához. Ennek eredménye, a 15 Minutes of Fame című maxi, amely előfutára volt a következő nagylemeznek 2003-ban, a Communication-nek. Az album világszerte sikereket ér el. 2005-ben erről a lemezről, a The Camera című számból születik egy maxi, a Camera Obscura.
2006-ban a soproni VOLT Fesztiválon koncertezett.
2008-ban DJ-szettet adott a budapesti BrandFestivalon.
2011. július 9-én a Balaton Sound-on lépett fel, régi Kraftwerk és új saját szerzeményeivel.

## Lemezei
Kraftwerkkel
- 1975: Radio-Aktivität
- 1977: Trans Europe Express
- 1978: Die Mensch-Maschine
- 1981: Computerwelt
- 1983: Tour de France (maxi)
- 1986: Electric Café
- 1991: The Mix

Elektric Music / Electric Music
- 1993: Esperanto
- 1998: Electric Music

Electronic
- 1996: Raise the Pressure

Szólólemezek
- 2000: 15 Minutes of Fame (maxi)
- 2003: Communication
- 2004: Camera Obscura (maxi)
- 2013: Off the Record